# Limbach (Pezinok)
Limbach es un municipio del distrito de Pezinok en la región de Bratislava, Eslovaquia, con una población estimada a final del año 2024 de 2428 habitantes.
Se encuentra ubicado al este de la región, en el valle del río Morava y cerca de la frontera con la región de Trnava y con Austria.

## Demografía
| Año        | 1994 | 2004     | 2014     | 2024     |
| ---------- | ---- | -------- | -------- | -------- |
| Población  | 913  | 1337     | 1908     | 2428     |
| Diferencia |      | +46,44 % | +42,70 % | +27,25 % |

| Año        | 2023 | 2024    |
| ---------- | ---- | ------- |
| Población  | 2423 | 2428    |
| Diferencia |      | +0,20 % |